# Сиволодский, Евгений Андреевич
Евгений Андреевич Сиволодский (1919—1995) — советский учёный, педагог и организатор науки, доктор технических наук (1962), профессор (1963). Лауреат Ленинской и Государственной премий. Герой Социалистического Труда (1971).

## Биография
Родился 16 октября 1919 года в посёлке Лозовая Павловка Луганской области. 
С 1937 по 1946 год с небольшим перерывом в учёбе, проходил обучение в Ленинградском химико-технологическом институте, по окончании которого получил квалификацию инженера-технолога. С 1941 по 1945 год в период Великой Отечественной войны  работал на Чапаевском заводе химических удобрений (завод №102), в цехе по производству иприта. 
С 1946 года после окончания курсов подготовки специалистов ракетной техники,  начал работать младшим научным сотрудником в Государственном институте прикладной химии. С 1947 по 1949 год обучался в аспирантуре Государственного института прикладной химии. В 1949 году защитил диссертацию на соискание учёной степени кандидата технических наук по теме: «процессы воспламенения топлива в жидкостном ракетном двигателе». 
С 1953 по 1987 год, в течение тридцати четырёх лет, Е. А. Сиволодский возглавлял Лабораторию горения ракетного топлива Государственного института прикладной химии Министерства химической промышленности СССР. Основная научная деятельность Е. А. Сиволодского была связана с исследованиями в области обеспечения широкого освоения нового эффективного горючего (ДМГ) для новой ракетной техники. Благодаря этим исследованиям, в Советском Союзе был создан  широкий спектр различных двигателей для головных частей комплексов подземного и подводного базирования, боевых ракетных комплексов, космических систем военного и народнохозяйственного назначения. В 1962 году Е. А. Сиволодский защитил диссертацию на соискание учёной степени доктора технических наук по теме: «основы безопасности запуска жидкостных ракетных двигателей», в 1963 году ему было присвоено учёное звание профессор.  с 1967 по 1987 год, в течение двадцати лет, Е. А. Сиволодский являлся руководителем всех работ по жидким ракетным топливам в Государственном институте прикладной химии.
В 1961 году Постановлением ЦК КПСС и Совета Министров СССР «за разработку и промышленное производство ДМГ» Евгений Андреевич Сиволодский был удостоен Ленинской премии.
28 мая 1966 года Указом Президиума Верховного Совета СССР «за разработку новых образцов техники и выдающиеся достижения в труде» Евгений Андреевич Сиволодский был награждён Орденом Ленина.
20 апреля 1971 года Указом Президиума Верховного Совета СССР «за выдающиеся успехи в выполнении заданий пятилетнего плана, внедрение передовых методов труда и достижение высоких технических и производственных показателей» Евгений Андреевич Сиволодский был удостоен звания Героя Социалистического Труда с вручением Ордена Ленина и золотой медали «Серп и Молот».
В 1983 году Постановлением ЦК КПСС и Совета Министров СССР  «за работы по новому углеводородному синтетическому горючему» Евгений Андреевич Сиволодский был удостоен Государственной премии СССР.
Е. А. Сиволодский автор более 200 научных трудов в области жидкого ракетного топлива. Помимо основной деятельности был членом координационного совета МОМ СССР. 
Скончался 23 сентября 1995 года в Санкт-Петербурге, похоронен на Серафимовском кладбище.

## Награды
- Медаль «Серп и Молот» (20.04.1971)
- Орден Ленина (28.05.1966; 20.04.1971)
- Медаль «За трудовое отличие» (20.04.1956)

### Звания
- Ленинская премия (1961)
- Государственная премия СССР (1983)
- Почётный химик (1979)